# Candelária (Ponta Delgada)
Candelária ist eine portugiesische Gemeinde (Freguesia) im Kreis (Município) von Ponta Delgada auf der Azoreninsel São Miguel.

## Geschichte
Candelária wurde im Laufe des 15. Jahrhunderts besiedelt und erhielt seinen Namen in Anlehnung an die Schutzpatronin Nossa Senhora das Candeias (Unsere Liebe Frau vom Licht). 1535 wurde die erste Gemeindekirche errichtet.
1568 spaltete sich die nunmehr eigenständige Gemeinde Ginetes ab. 
1713 zerstörte ein starkes Erdbeben einen Teil der Ortschaft.
Die Gemeinde wuchs trotz der widrigen Umstände (Erdbeben, Winde und Stürme von der nahen See) weiter und erreichte im 19. Jahrhundert ihre höchste Einwohnerzahl mit bis zu 1263 Einwohnern.

## Verwaltung

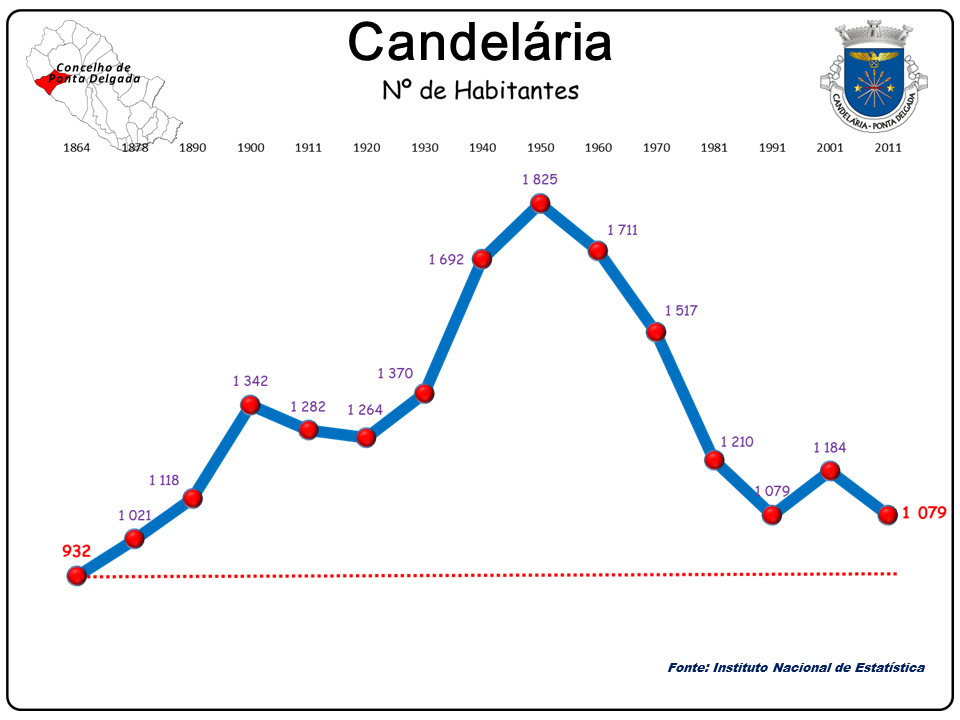
Einwohnerentwicklung der Gemeinde Candelária (1864 bis 2011)

Candelária ist Sitz einer gleichnamigen Gemeinde (Freguesia) im Kreis (Concelho) von Ponta Delgada. In ihr leben 976 Einwohner (Stand 19. April 2021).
Folgende Orte liegen im Gemeindegebiet:
- Biscoitos
- Campo Raso
- Candelária
- Canto Redondo
- Mirateca
- Monte
- Monte de Baixo
- Monte de Cima
- Vista Comprida